# Piccozza

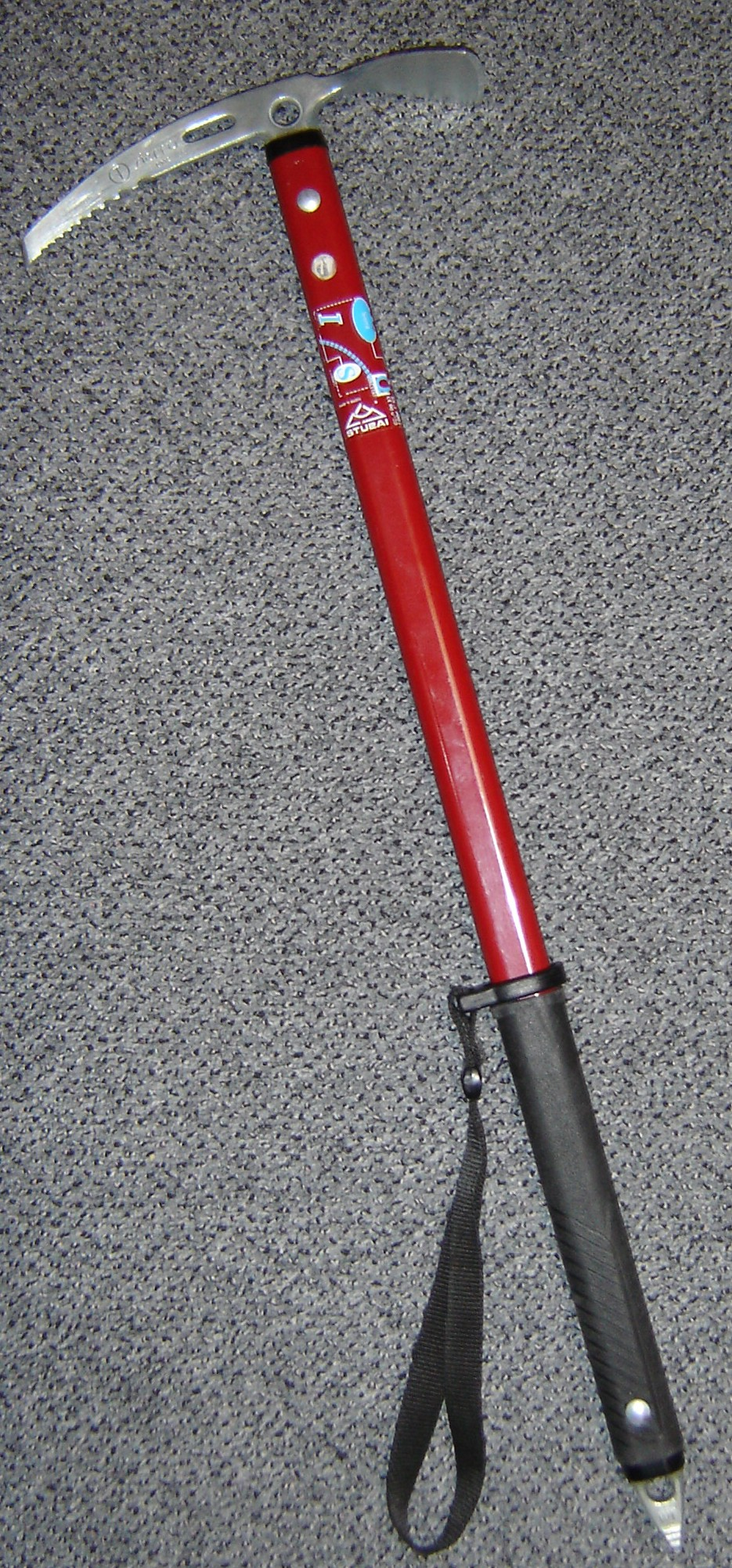
Una piccozza classica, di norma utilizzata singolarmente

La piccozza è un attrezzo alpinistico utilizzato per la progressione e l'assicurazione su neve o ghiaccio.
Consiste di un manico alla cui estremità inferiore è posta una punta (generalmente di ferro, ma può essere costituita di molti altri metalli) ed all'estremità superiore una lama composta da una becca e da una paletta.
Assieme alla corda è una delle icone classiche dell'alpinismo; lo stemma del Club Alpino Italiano mostra una corda, una piccozza e un binocolo, quello del Club Alpino Svizzero una corda, una piccozza e un alpenstock.

## Storia
La piccozza può essere considerata l'evoluzione del bastone da montagna (noto anche come alpenstock o bastone ferrato perché presenta una punta nell'estremità inferiore) da una parte e dell'ascia dall'altra.
Infatti le guide che accompagnavano i primi alpinisti agli inizi del XIX secolo per poter superare ripidi pendii di neve dura o ghiaccio utilizzavano delle normali asce per scavare delle tacche (gradini) ove poter appoggiare i piedi con relativa sicurezza. Ben presto comunque il manico dell'ascia si allunga e si dota di una punta per poter surrogare il bastone ferrato e la lama si specializza dividendosi in una becca, adatta ad essere piantata nel pendio di ghiaccio per rendere più sicura la progressione ed una paletta utilizzata per scavare i gradini.
Una piccozza fu usata per l'assassinio di Leon Trotsky.

## Materiali e forme

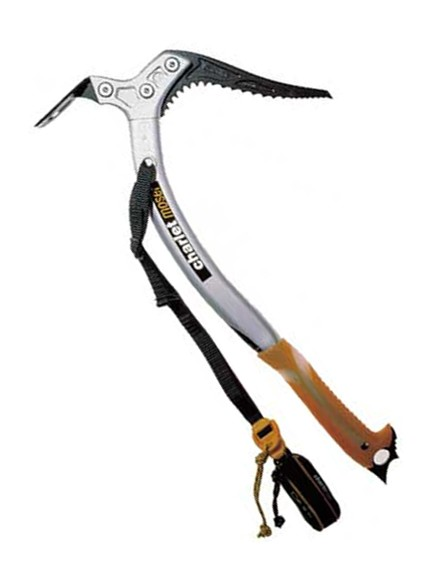
Una moderna piccozza da ghiaccio, di norma da utilizzare in coppia con una piccozza-martello

Fino agli anni settanta fu costruita in legno (per il manico) e in acciaio (in particolare acciai con percentuali di carbonio elevate, cioè superiori al 1.6%, per garantire la giusta tenacità e resistenza). Ora il legno è stato sostituito da acciaio o alluminio ma soprattutto l'attrezzo si è specializzato secondo l'uso: le piccozze per alpinismo o sci-alpinismo sono caratterizzate da una forma molto simile a quella delle prime piccozze e puntano specialmente alla leggerezza mentre quelle per l'arrampicata su ghiaccio (es. cascate di ghiaccio) presentano una manico curvo, la becca molto inclinata verso il basso (e spesso intercambiabile in funzione del tipo di ghiaccio). Possono essere prive di paletta ed avere al suo posto una massa battente per piantare i chiodi (piccozza-martello, di solito utilizzata in coppia con una piccozza con paletta). L'evoluzione della forma della piccozza si accompagna con quella della tecnica di progressione che a partire dagli anni settanta ha visto la diffusione della progressione frontale o piolet-traction per l'arrampicata su ghiaccio.

## La piccozza nella poesia
- Giosuè Carducci: " Spezzato il pugno che vibrò l'audace Picca tra ghiaccio e ghiaccio, il domatore De la montagna ne la bara giace. " (Esequie della guida E.R.). Testo su wikisource
- Giovanni Pascoli: " Da me, da solo, solo con l'anima, con la piccozza d'acciar ceruleo, su lento, su anelo, su sempre; spezzandoti, o gelo!" (La piccozza) Testo
- Gabriele D'Annunzio: " a volontà spietata e senza voce che ti facea lo sguardo come il taglio della piccozza; il piede più veloce " (Canzone a Umberto Cagni).Testo